# ادريانو فيريرا سالفيستر
ادريانو فيريرا سالفيستر (بالبرتغالية: Adriano Ferreira Silvestre‏) (10 يونيو 1979 في البرازيل - ) هو لاعب كرة قدم برازيلي في مركز الوسط. لعب مع أتلتيكو براغانتينو وجمعية بورتوغيزا الرياضية ونادي أفاي لكرة القدم ونادي بارانا ونادي جوفنتودي ونادي ساو باولو ونادي غوياس ونادي كروزيرو ونادي كوريتيبا ونادي ماريتيمو ونادي موجي ميريم وMixto Esporte Clube ‏ وأتلتيكو يوفنتوس.

## وصلات خارجية
- ادريانو فيريرا سالفيستر على موقع قاعدة بيانات كرة القدم.إي يو (الإنجليزية)